# Pepita Tudó

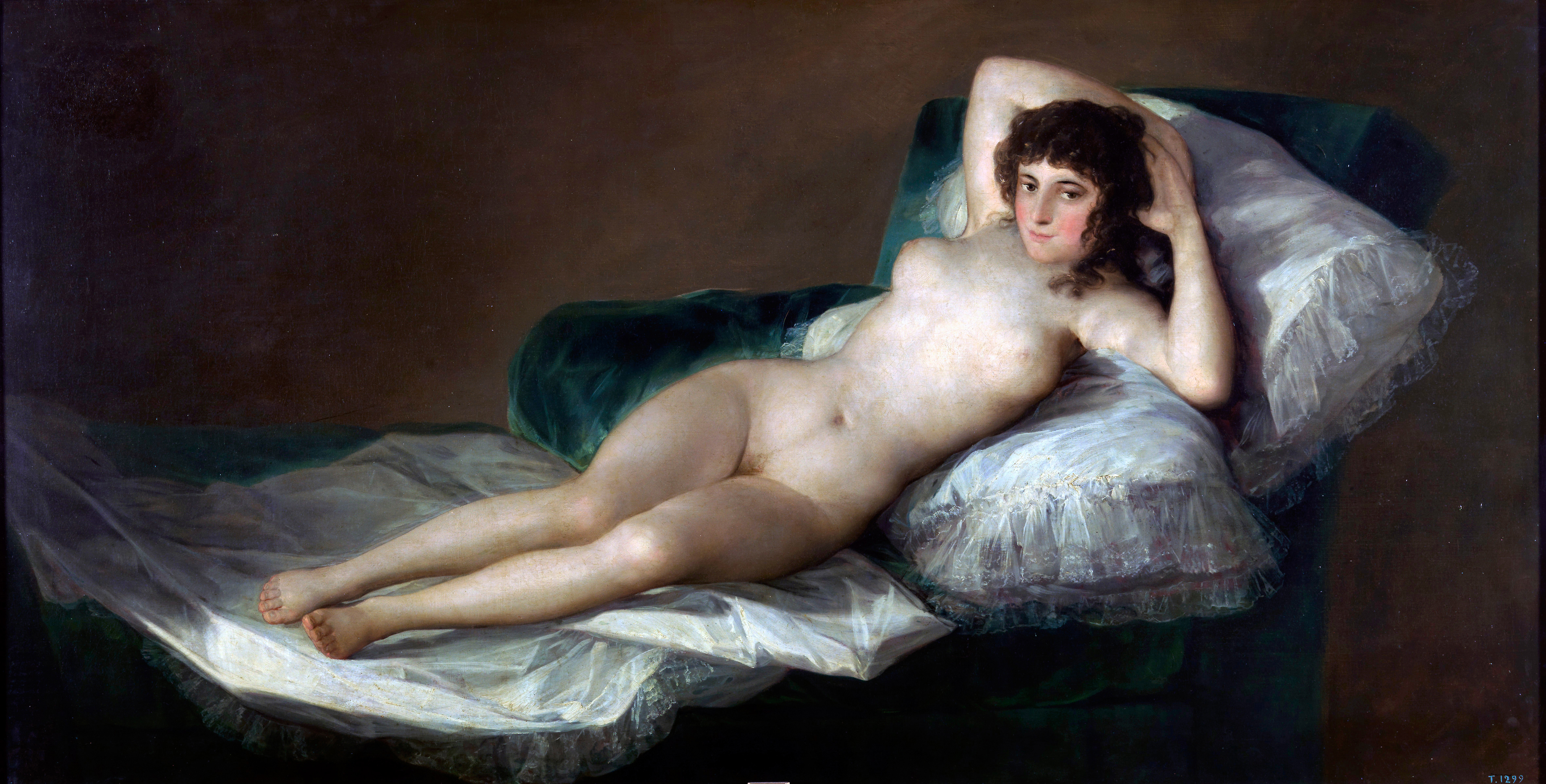
Den nakna maja av Goya omkring 1800.

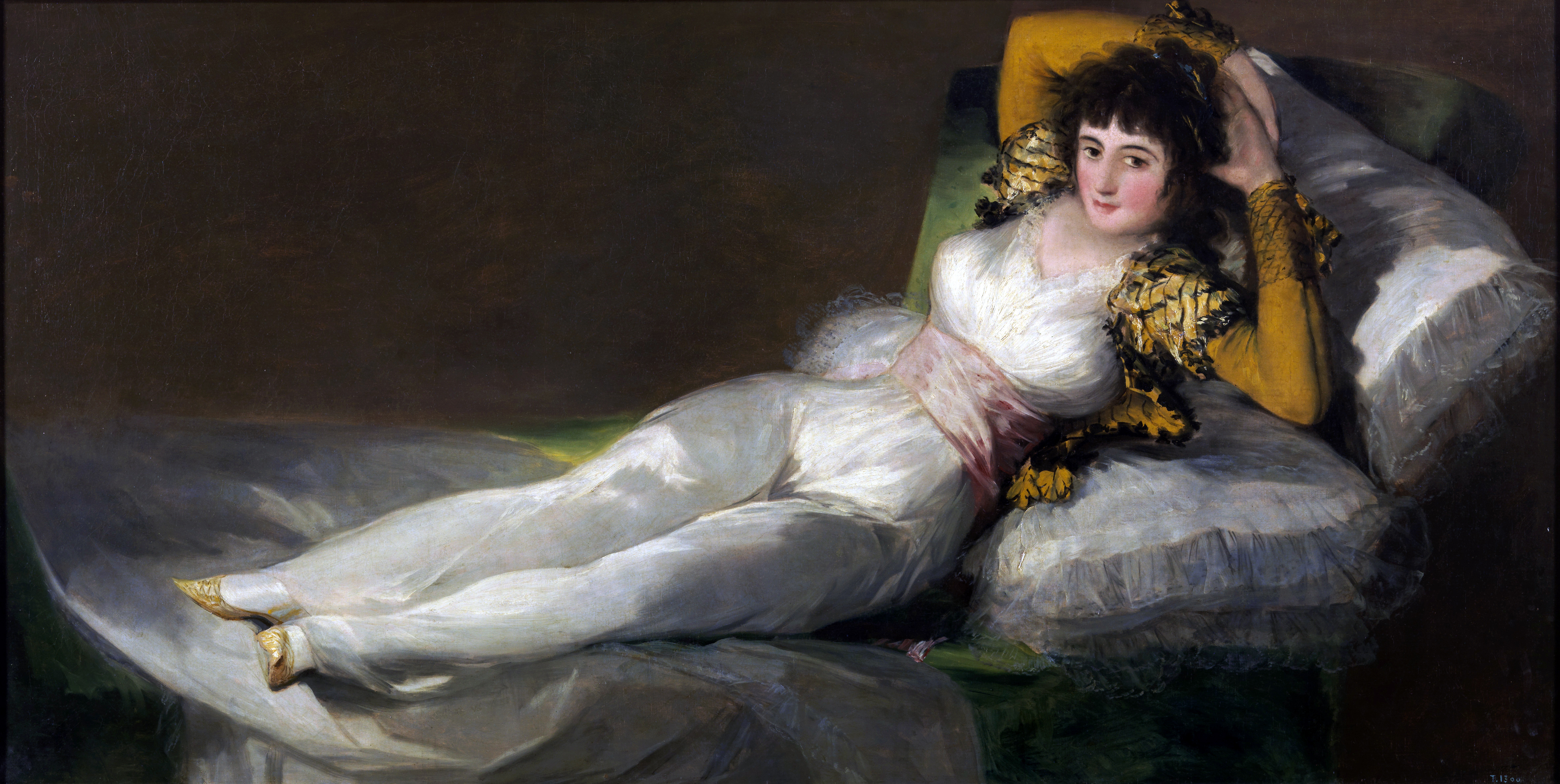
Den klädda maja av Goya omkring 1800

Josefa Petra Francisca de Paula de Tudó y Catalán, Alemany y Luesia, mer känd som Pepita Tudó, född 19 maj 1779 i Cadiz, död 20 september 1869 i Madrid, var den spanske premiärministern Manuel Godoys älskarinna och sedermera hustru. Pepita Tudó anses vara kvinnan i Francisco Goyas målningar Den nakna maja och Den klädda maja.

## Biografi
Pepita Tudó var dotter till en artilleriofficer, Antonio de Tudó y Alemany, som dog när hon var liten. Från sexton års ålder bodde Pepita tillsammans med sin mor och sina systrar hos den mäktige och inflytelserike premiärministern Manuel Godoy. 
Omkring år 1800 blev Pepita älskarinna till Manuel Godoy. Denne, som under en tid var drottning Maria Lovisa av Parmas älskare, blev av henne tvingad att ingå ett konvenansäktenskap med prinsessan María Teresa de Borbón y Vallabriga, kungens brorsdotter. Äktenskapet var på sociala och ekonomiska grunder mycket fördelaktigt för Godoy, men trots detta fortsatte han sin relation med Pepita, som tillsammans med honom fick två söner, födda 1805 och 1807.
1807 gav Karl IV av Spanien Pepita titlarna grevinna av Castillo Fiel och vicomtessa av Rocafuerte.
På grund av de politiska konflikterna i Spanien åren kring Napoleonkrigen och Manuel Godoys inblandning i maktspelet, kom Pepita Tudó och Godoy att leva många år i exil i Italien och Frankrike. 1808 flydde de, tillsammans med den avsatte kungen Karl IV och drottning Maria Lovisa, till Italien. 
Manuel Godys hustru blev kvar i Spanien och när hon avled 1828 ingick Petita Tudó och Godoy äktenskap. 1832 flyttade paret från Italien till Paris där de levde på en pension de tilldelats av Ludvig Filip I av Frankrike.
Efter Ferdinand VII av Spaniens död 1833 kunde Pepita Tudó återvända till Spanien för att återkräva och ta hand om familjens egendomar. 1861 dog Manuel Godoy i Paris och åtta år senare avled Pepita Tudó i Madrid.
Vid 90-års ålder lär hon ha sagt till en journalist att Manuel Godoy hade en stor kärlek – en oändliga och hopplös kärlek till drottning Maria Lovisa.

## Goyas maja-målningar
Modellen till Francisco de Goyas kända målningar Den nakna maja och Den klädda maja, målade omkring 1800,  påstås ofta var Hertiginnan av Alba, en av Spaniens förnämsta damer. Troligare är dock att Pepita Tudó är målningarnas ”maja”. Målningarna ingick i Manuel Godoys konstsamling.

## Filmer och böcker
- Ceferino Palencia: Pepita Tudó , roman 1901.
- Volavérunt, spansk spelfilm från 1999 av Bigas Luna med Penélope Cruz i rollen som Pepita Tudó.